# Москиты (фильм)
«Москиты» (англ. Mosquito) — американский научно-фантастический фильм ужасов, снятый режиссёром Гари Джонсом. Главную роль исполнил актёр Гуннар Хансен. Премьера в мире состоялась 21 ноября 1994 года, премьера в США — 20 мая 1995 года.

## Сюжет
Инопланетный космический корабль терпит крушение в национальном парке США, поблизости от которого располагается лагерь отдыха. Плодящихся в соседнем болоте москитов привлекает необычный запах пота пилота погибшего корабля. Они садятся на тело астронавта-инопланетянина и начинают пить его кровь, в результате чего получают радиоактивное заражение, мутируют и превращаются в мутантов — гигантских летающих кровопийц.
Ничего не подозревающие туристы один за другим становятся жертвами крылатых тварей, укусы которых смертельно опасны для людей. Новой служащей администрации парка Меган со своим коллегой по работе Хендриксом и бойфрендом Рэем, случайно повстречавшим охотящегося за новым метеоритом метеоролога ВВС США Паркса и беглого грабителя банков Эрла, приходится вступить в неравный бой с монстрами…

## В ролях
- Гуннар Хансен — Эрл, грабитель банков
- Рон Эштон — Хендрикс, смотритель парка
- Стив Диксон — Паркс, охотник за метеоритами ВВС США
- Рейчел Луизел — Меган, смотрительница парка
- Тим Лавлейс — Рэй, парень Меган
- Майкл Хард — Джуниор, брат Эрла
- Кенни Магвамп — Рекс, двоюродный брат Эрла
- Джош Бекер — Стив, турист
- Маргарет Гомолл — Мэри, туристка
- Джон Рено — Тони, смотритель парка
- Джоэл Хейл — Джек, рыбак
- Гай Санвилль — Морроу, сотрудник ФБР
- Патрик Батлер — владелец мотеля

## Съёмочная группа
- Режиссёр: Гари Джонс
- Продюсеры: Эрик Паскарелли, Дэвид Тири, Андре Блэй[англ.]
- Сценаристы: Том Чейни, Стив Ходж, Гари Джонс
- Оператор: Том Чейни
- Композитор: Аллен Линч, Рэндолл Линч

## Награды и номинации
Сатурн (премия, 1995)
- Премия «Сатурн» за лучший фильм ужасов — номинация